# Операція «Бертрам»
Опера́ція «Бе́ртрам» (англ. Operation Bertram) — військова обманна операція, що проводилась британськими військами з вересня до 23 жовтня 1942 року під час кампанії в Лівійській пустелі в Другій світовій війні. Одна з наймасштабніших і найуспішніших операцій з візуального обману в історії.
Задача операції полягала в створенні сотень муляжів військової техніки й обладнання задля приховування часу й напрямку британського наступу. Під час операції було реалізовано масштабні обманні маневри та маскування одних видів техніки під інші, з заміною макетів на справжню техніку перед наступом. Для створення в німців уявлення про наступ на південному напрямку було створено мережу фальшивих складів і навіть бутафорський водогін, в той час, як на півночі справжні припаси були закопані в землю або замасковані під вантажівки. 
Результатом стала абсолютна несподіванка для німецького командування, що стала однією з причин розгрому німецько-італійських сил у Другій битві за Ель-Аламейн.

## Передумови
Протягом серпня — вересня 1942 року командувач 8-ї армії генерал Бернард Лоу Монтґомері успішно обороняв місто Ель-Аламейн і нарощував спроможності до контрнаступу, що міг стати можливим з середини жовтня.
Під час планування наступу в районі Ель-Аламейна (який пізніше стане відомий як Друга битва за Ель-Аламейн) британське командування усвідомлювало ризики, які стояли перед армією. Монтґомері не був певним в успіху майбутньої операції, сумнівався в навченості особового складу та власних тактичних можливостях, тож вважав найкращим рішенням посилення операції військовим обманом.  
У серпні, невдовзі після свого призначення, Монтґомері зустрівся з полковником Дадлі Кларком, знаним фахівцем з військового обману, засновником дезінформаційного відомства A Force. Командувач схвалив методи Кларка та вирішив їх використати. 19 серпня начальник штабу 8-ї армії полковник Фредді де Ґінґанд сказав Кларку:

| Отже, ти маєш сховати 150 тисяч осіб з тисячею гармат і тисячею танків на рівнині, пласкій і жорсткій, як більярдний стіл, і німці не мають нічого про це знати попри те, що вони будуть відстежувати кожен рух, слухати кожен звук, відмічати кожен слід… Ти це зробити не можеш, звісно, але тобі доведеться! Оригінальний текст (англ.) Well, there it is. You must conceal 150,000 men with a thousand guns and a thousand tanks on a plain as flat and hard as a billiard table, and the Germans must not know anything about it, although they will be watching every movement, listening for every noise, charting every track… You can't do it of course, but you've bloody well got to! |
| |

Кларк розпочав опрацювання задуму, що з боку A Force отримав назву «Трітмент» (англ. Operation Treatment), однак через його відрядження до Вашингтону для участі в плануванні операції «Смолоскип», роботу продовжив його помічник, лейтенант-полковник Ноел Вайлд. Тактична частина отримала назву «Бертрам». Її втілення лягло на лейтенанта-полковника Чарлза Річардсона, який нещодавно приєднався до штабу 8-ї армії після служби в Управлінні спеціальних операцій та мав досвід у роботі з муляжами. 
Підготовка до масштабної операції не могла б залишатись у таємниці у вузькій смузі (близько 65 км) майже порожньої пустелі між Середземним морем і непрохідною депресією Каттара, де неможливо сховати тисячі одиниць техніки та великі склади з боєприпасами. Німецькі літаки-розвідники могли добре бачити позиції, тож будь-який план був би швидко скомпрометований. Найкращим виходом було масоване застосування муляжів. 
Метою операції було якнайдовше приховувати готовність до проведення наступу, а коли приховання вже неможливе, створити у ворога хибне враження щодо часу та місця наступу. Операція мала створити ілюзію того, що основний напрямок удару буде близько 6 листопада на півдні замість 23 жовтня на півночі. 
Створенням самих ідей камуфляжу та їхньою практичною реалізацією займався секретний Директорат камуфляжу під проводом камуфлерів Джеффрі Баркеса та його помічника Тоні Ейртона, які до війни були режисером і художником відповідно. Цей підрозділ мав досвід створення та застосування різного роду камуфляжів та макетів із 1941 року. В ньому були присутні представники різноманітних творчих професій: художники, кінематографісти, маркетологи, ілюзіоністи та навіть біологи, що досліджували мімікрію тварин.  
Створення муляжів та імітацій не було новинкою в Північноафриканській кампанії. Подібні хитрощі Директорат камуфляжу вже застосовував, наприклад, за рік до того, коли в рамках операції «Крусейдер» збудували фальшиву залізницю (щоб відвернути від побудови справжньої) в масштабі 2:3, в якій макети людей «розвантажували» макети танків з макетів вагонів. Пошкодження імітувались фаєрами. На захоплених пізніше німецьких мапах ця залізниця позначалась як справжня. Але саме операція «Бертрам» стала першою операцією такого масштабу, і в якій обман був не допоміжним засобом, а головною ідеєю наступальної операції.

## План

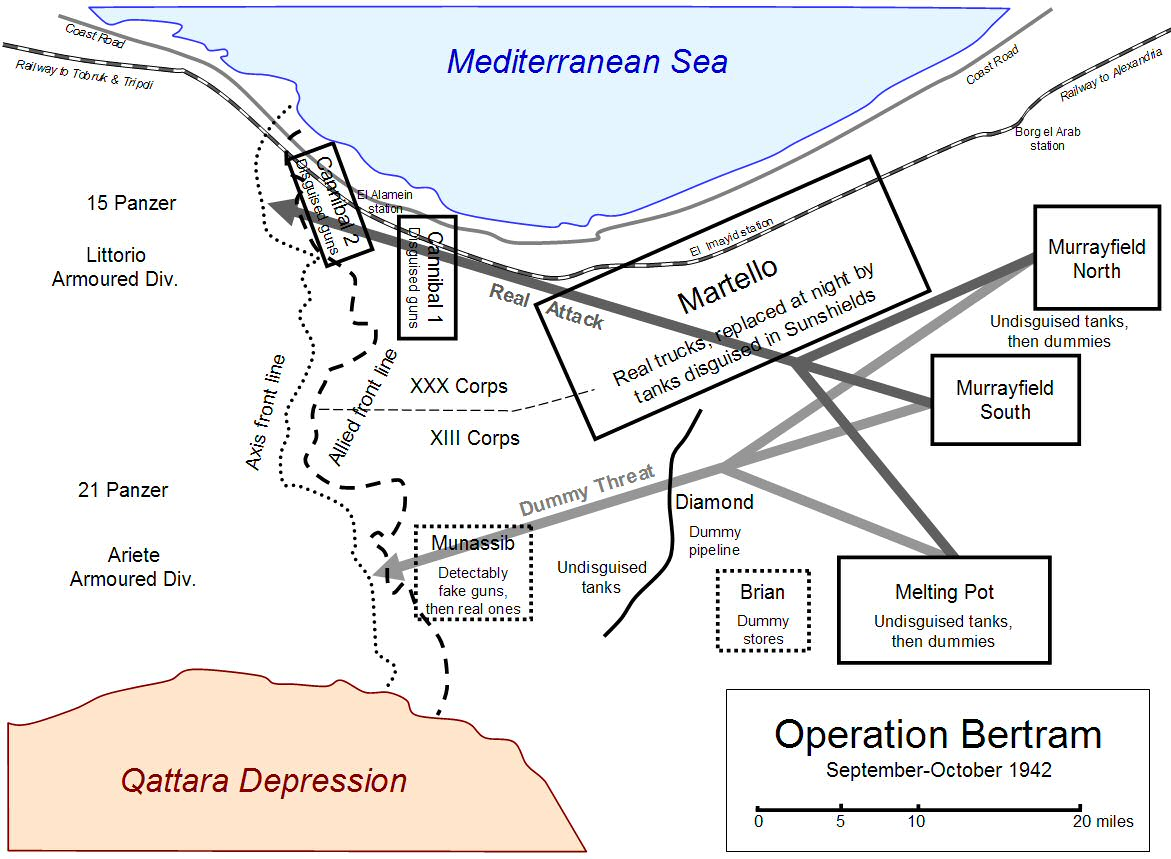
Схема операції з кодовими назвами планів/секторів

Операція «Бертрам» була тактичним складником операції «Трітмент», що також включала низку дезінформаційних заходів: у Каїрі розпускали чутки про те, що нічого серйозного не відбуватиметься до початку листопада, продовжували бронювання готелів на імена офіцерів, а також призначили фіктивну конференцію в Персії (нині — Іран) за участі офіцерів Близькосхідного командування на 26 жовтня. Сама операція «Бертрам» містила кілька окремих планів:
- «Мартелло» (Martello) та «Меррейфілд» (Murrayfield) — основні складники операції, що мали забезпечити перебування 10-го корпусу на його стартовій позиції для наступу;
- «Каннібал 1» і «Каннібал 2» (Cannibal) — сектори для збирання та вогневі позиції замаскованих гармат відповідно;
- «Мелтінг Пот» (Melting Pot) — план з переміщення техніки й муляжів на південь;
- «Браян» (Brian) — план зі створення фіктивних таборів з імітованими складами боєприпасів на півдні;
- «Даймонд» (Diamond) — план зі створення фіктивного водогону, що мав «обслуговувати» фіктивні табори на півдні;
- «Мунассіб» (Munassib) — план щодо подвійного обману на південному напрямку, де було задумано дати німцям здогадатись про бутафорські гармати й потім замінити на справжні;
- «Канвелл» (Canwell) — операція з імітації радіосигналів, що супроводжувала приготування[9][10].

## Хід операції
17 вересня 1942 року для початку операції до штабу 8-ї армії викликали Баркеса та Ейртона й визначили їм завдання.
Масштабний наступ потребував великої кількості припасів, а логістичні склади основної ударної сили на півночі були б помічені німцями. Початково в районі станції Ель-Імаїд було знайдено вузькі траншеї, в які ночами перед наступом переміщували пальне та провіант загальною масою близько 2-3 тисяч тонн. Ще 2 тисячі сховали в різних місцях поблизу станції. Центр обслуговування розгорнули на руїнах замку та села, причому подекуди стіни зносили й замінювали їх на припаси, що виглядало реалістично з повітря. Крім того, їх складали у формі, що імітувала вантажівки. Для перевірки британці відправляли власні літаки на пошуки замаскованих припасів, і ті не могли їх знайти.

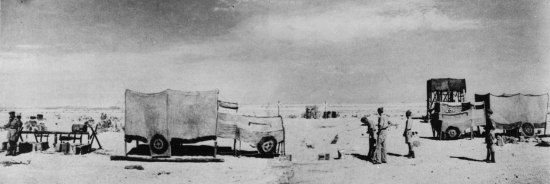
Побудова бутафорського водогону

На півдні все відбувалось навпаки: за планом «Браян» там було створено три фальшиві табори для персоналу й не дуже старанно замасковані фальшиві склади, що імітували 7 тисяч тонн запасів. Для максимальної достовірності в межах плану «Даймонд» британці будували до цих таборів імітований 20-мильний (≈32 км) водогін з трьома фіктивними помповими станціями й кількома резервуарами. Він продовжував справжній водогін, що тягнувся від станції. Завдяки цьому німецька розвідка була переконана в тому, що основні приготування відбувались на півдні. Щобільше, водогін будували зі свідомо занизькою швидкістю, тож німці, слідкуючи за прогресом, вважали наступ відтермінованим у часі.

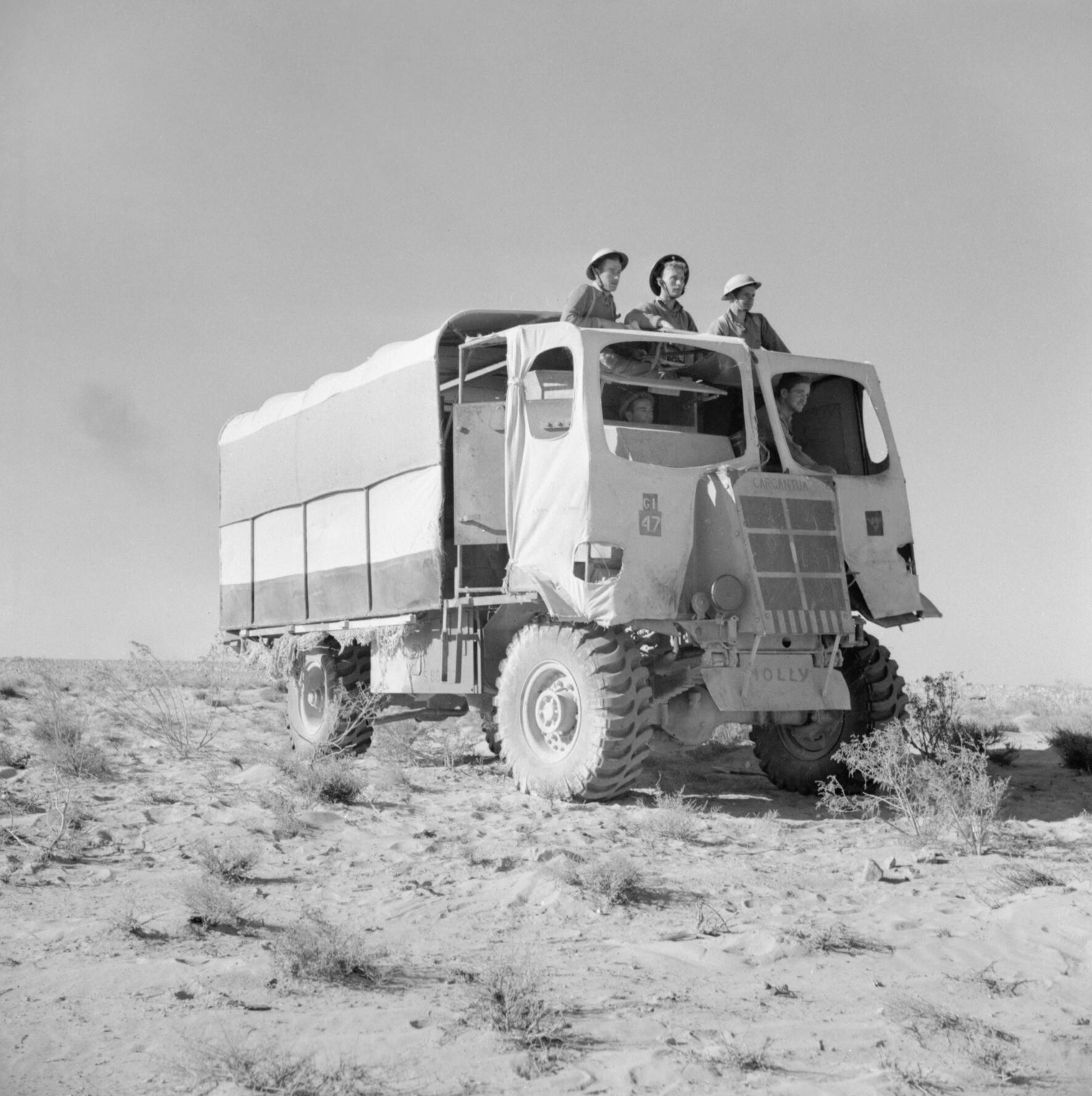
Тягач 25-фунтової гаубиці, замаскований під звичайну вантажівку

Найкращим рішенням для розподілу сил між напрямками була гра зі створенням угруповань муляжів та непомітною заміною їх на справжню техніку (на півночі), і навпаки — заміною техніки на муляжі (на півдні), і все це з мінімальними візуальними змінами для німецької авіарозвідки. Так, на півдні угруповання здавалось добре озброєним, з великою кількістю вантажівок, танків та артилерії. Це все поступово замінювалось на муляжі: танки на повноцінні макети та пошкоджену техніку, гармати та вантажівки на відносно грубі конструкції з палиць, маскувальних сіток та рогожі.
Неможливо було заховати або розосередити посеред пустелі основну ударну силу 10-го корпусу на півночі. Танки початково знаходились у тилу далеко від фронту, що німецька розвідка це бачила (відповідно, командування розраховувало, що їм знадобиться кілька діб на переміщення та збори), а неподалік від фронту збирались вантажівки. Перед атакою танкові сили мали зібратись разом у бойові порядки, що неминуче видало б усі приготування. Для приховання цього сотні танків отримали пристрої під назвою «Sunshield» («козирок проти сонця»), що маскували їх під важкі вантажівки; ці «козирки» було початково розгорнуто біля лінії фронту без танків всередині. Характерні сліди від танкових траків і сліди від коліс старанно прибирали, натомість їх штучно додавали там, де були макети.

Скетч, що демонструє принцип та вигляд «канібалів»

Аналогічна проблема стосувалась і польових гармат, підтримка яких була необхідна для наступу. Так само зосередження артилерії видало б підготування, тож замаскували і їх: вони разом з тягачами маскувались під більші вантажівки, це називалось «Cannibal» («канібал»).
З ночі 18 жовтня в умовах радіотиші за чітко узгодженим наперед планом розпочалось переміщення артилерії на передові позиції та переїзд танків із тилу під їхні «козирки». «Зниклі» танки в тилу замінювали макетами.
20—22 жовтня відбулись головні приготування, допоки весь 10-й корпус не опинився на передових позиціях поблизу станції Ель-Аламейн, готовий до наступу. Всі переміщення відбувались уночі. Дві танкові дивізії перемістились із тилу до фронту на півдні, а пізніше розпочали маневри, що були схожі на початок безпосередньої підготовки до наступу. Німецька розвідка відстежувала трафік радіоповідомлень: вони не мали доступу до змісту, але стрімке зростання інтенсивності в ефірі було схоже на початок реалізації деякого плану. Насправді це було втілення операції «Канвелл», що мала на меті імітацію радіоповідомлень — вся ця активність була фіктивною та імітувалась 8-ю дивізією, що не брала участі в бойових діях.

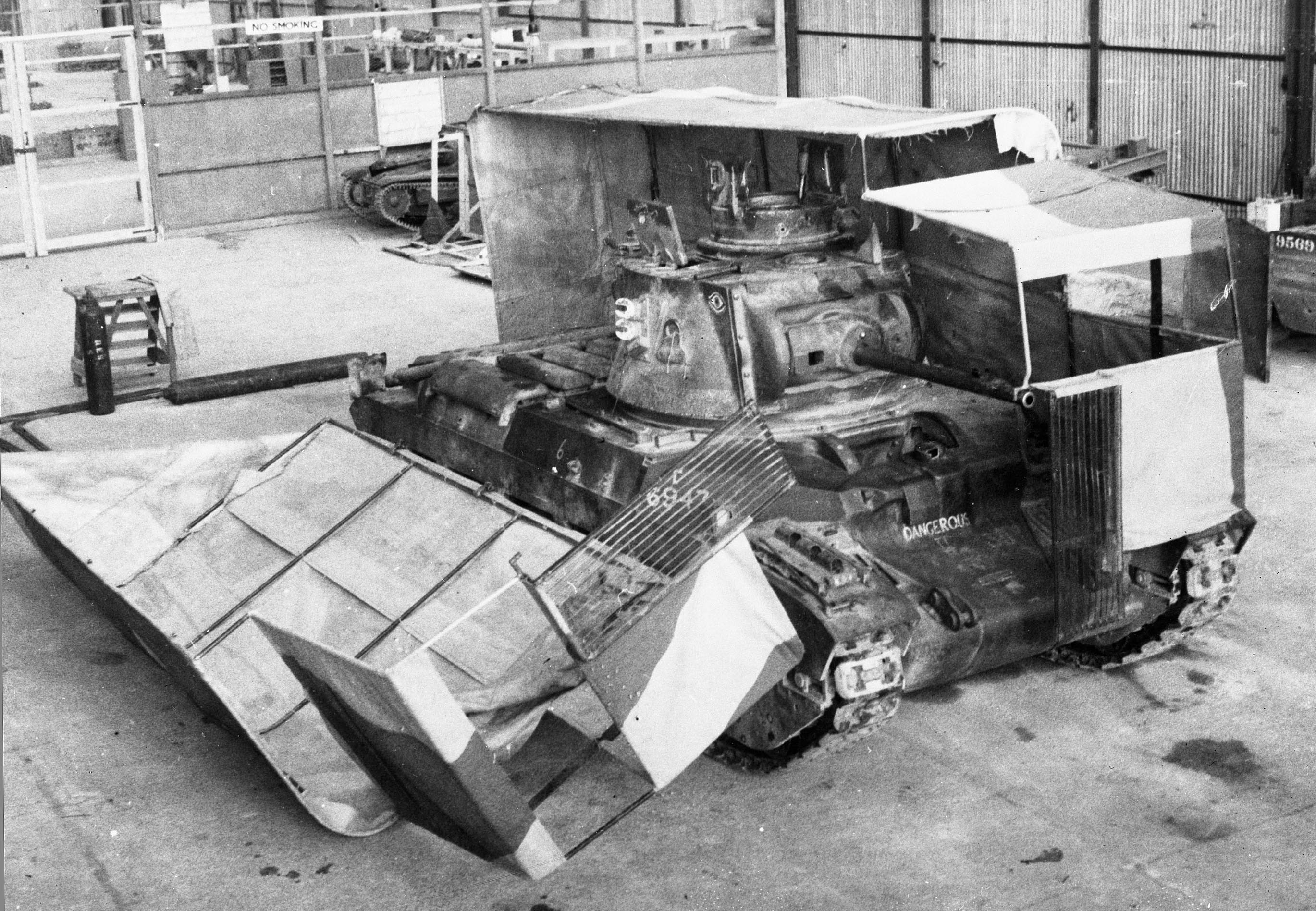
Matilda II з «козирком» у 1941

На південному напрямку було здійснено подвійний обман. В секторі «Мунассіб» (у депресії Мунассіб) було створено кілька полків бутафорських гармат. Початково вони були добре замасковані, але їхній стан погіршувався через навмисну недбалість. Таким чином німецька розвідка зрозуміла, що гармати несправжні, і після початку бойових дій командування наважилось на атаку цих позицій танками. Очікуючи такого розвитку подій, уночі перед атакою британці замінили макети на справжні гармати, що несподівано для німців відкрили шквальний вогонь.
На півночі також було вирито окопи, але солдатів туди не направили. Німецькі розвідники знали про те, що шанці порожні, та не переймались. Їх зайняли тільки напередодні наступу, солдати всередині були замасковані до початку боїв.
23 жовтня о 21:40 «канібали» відкрили вогонь, ознаменувавши початок Другої битви за Ель-Аламейн. Крім того, в день наступу британці провели імітований морський десант у німецькому тилу між містом Ель-Даба та селом Сіді-Абд-ель-Рахман. Звуки бою імітували гучномовцями, встановленими на торпедних катерах. Про результат невідомо, однак Баркес стверджував, що ці звуки були непереконливі.
Усього до операції було залучено 2275 осіб.

## Результат
Німці знали про наявність макетів, але припускали, що ті призначені для протидії авіаударам, бо обидві сторони використовували макети для цих цілей. З усім тим, німецька авіарозвідка не помітила ключових імітацій і не могла розрізнити макети й справжню техніку. Цьому сприяло й прикриття винищувачів Королівських повітряних сил.
Військовий обман дійсно спрацював. Німецька розвідка була переконана, що основний удар мав бути на півдні. Це пізніше підтвердив полонений німецький генерал Вільгельм фон Тома. Він також вважав, що британці мали на одну танкову дивізію більше. Італійські мапи свідчили про те, що 10-й корпус був розташований на півдні, а північний напрямок взагалі не розглядався як загроза. Й без того ослаблені сили були розподілені непропорційно..
Ервін Роммель, вважаючи час до наступу достатнім, повернувся до Німеччини на лікування. Німецьке командування очікувало на наступ не раніше початку листопада й було впевнене, що чітко побачить сигнали майбутньої атаки: вони очікували, що британці атакують у стилі своїх попередніх наступів, у яких спочатку йшла піхота, а потім прибувала бронетехніка. Для них усе виглядало так, що артилерії й танкам противників було необхідно кілька днів на розгортання. Впродовж перших днів битви німецько-італійські війська були розгублені через хибний напрямок і стиль наступу. Заступник Роммеля Ґеорґ Штумме, що командував німецькими силами, після початку битви поїхав на передову для оцінки ситуації й помер від серцевого нападу. Роммель, якому довелось швидко повернутись до командування 25 жовтня, не був впевнений, який напрямок був головним. Того ж дня він почав перекидати дві дивізії з півдня, але було запізно.
Вплив операції на перебіг битви залишається предметом суперечок. У битві війська країн Осі були менш численні, не мали переваги в повітрі, й страждали на проблеми з розвідкою та постачанням, тому успіх битви не був забезпечений самим обманом. Сам Баркес стверджував, що ніхто з командування не вважав, що вирішальну битву можна виграти такими методами. Однак, операція зробила свою справу й наступ застав недостатньо підготованих супротивників зненацька. Успіх відзначав сам прем'єр-міністр Великої Британії Вінстон Черчилль.
Масштабні обманні операції стали характерною рисою подальших військових операцій Союзників, однак «Бертрам» стала останньою, в якій  основою був візуальний обман. Наступні операції, як то «Барклай» та «Фортітьюд» перед висадками на Сицилії та в Нормандії відповідно, теж були дуже великими за розмахом, але основними складниками обману там виступали радіозв'язок і дезінформування, а муляжі та візуальний обман виконували більш тактичні задачі.

## Техніка
Всього було залучено 722 «козирків», 360 «канібалів», 500 макетів танків, 150 макетів гармат та 2000 макетів вантажівок. За іншими даними, макетів різноманітного транспорту було близько 5000.

### «Козирки від сонця»

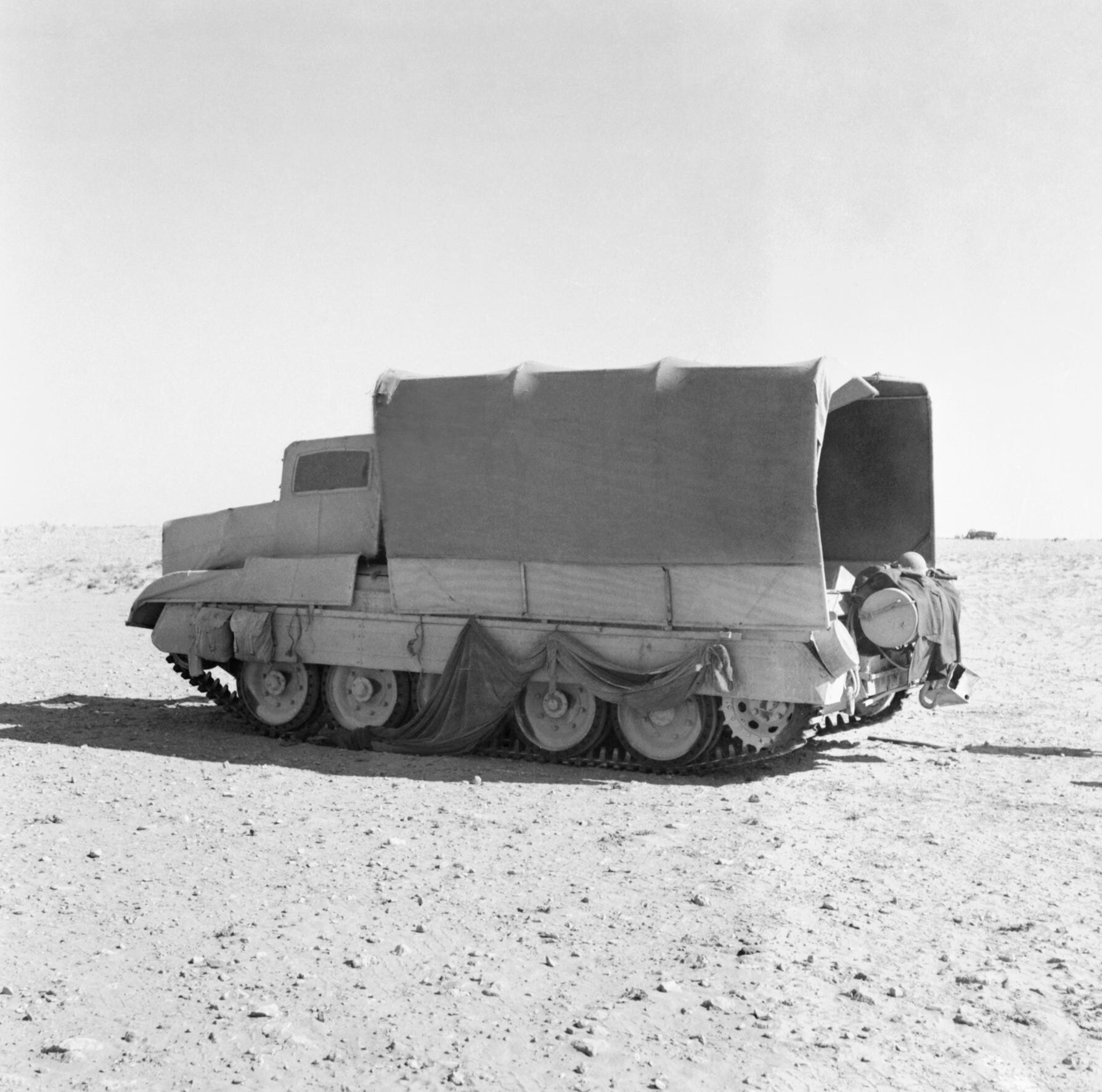
Танк Crusader, замаскований під вантажівку

«Козирками від сонця» (англ. Sunshield) називали спеціальні пристрої, які встановлювались на танки, перевтілюючи їх на 3-тонні вантажівки. Для замітання характерних слідів гусениць вони тягнули за собою спеціальні пристрої. Для ведення бою «козирки» знімались з танка протягом кількох секунд, розпадаючись на дві половини. Цю ідею запропонував генерал Арчибальд Вейвелл, і з 1941 року їх використовували в бою.
В операції «Бертрам» «козирки» застосовували в центральному районі, між тилом та лінією фронту. Початково їх розгортали без танків всередині. Незадовго до атаки справжні танки заїхали під свої козирки. Таким чином, для німецької авіарозвідки нічого не змінилось, але насправді 722 танки опинились значно ближче до лінії фронту, готові до атаки. За словами Джеффрі Баркеса, кожен «козирок» було пронумеровано, танкісти заїжджали по черзі та отримували вказівки щодо того, на яке місце їхати та як користуватись цими пристроями. 

### «Канібали»

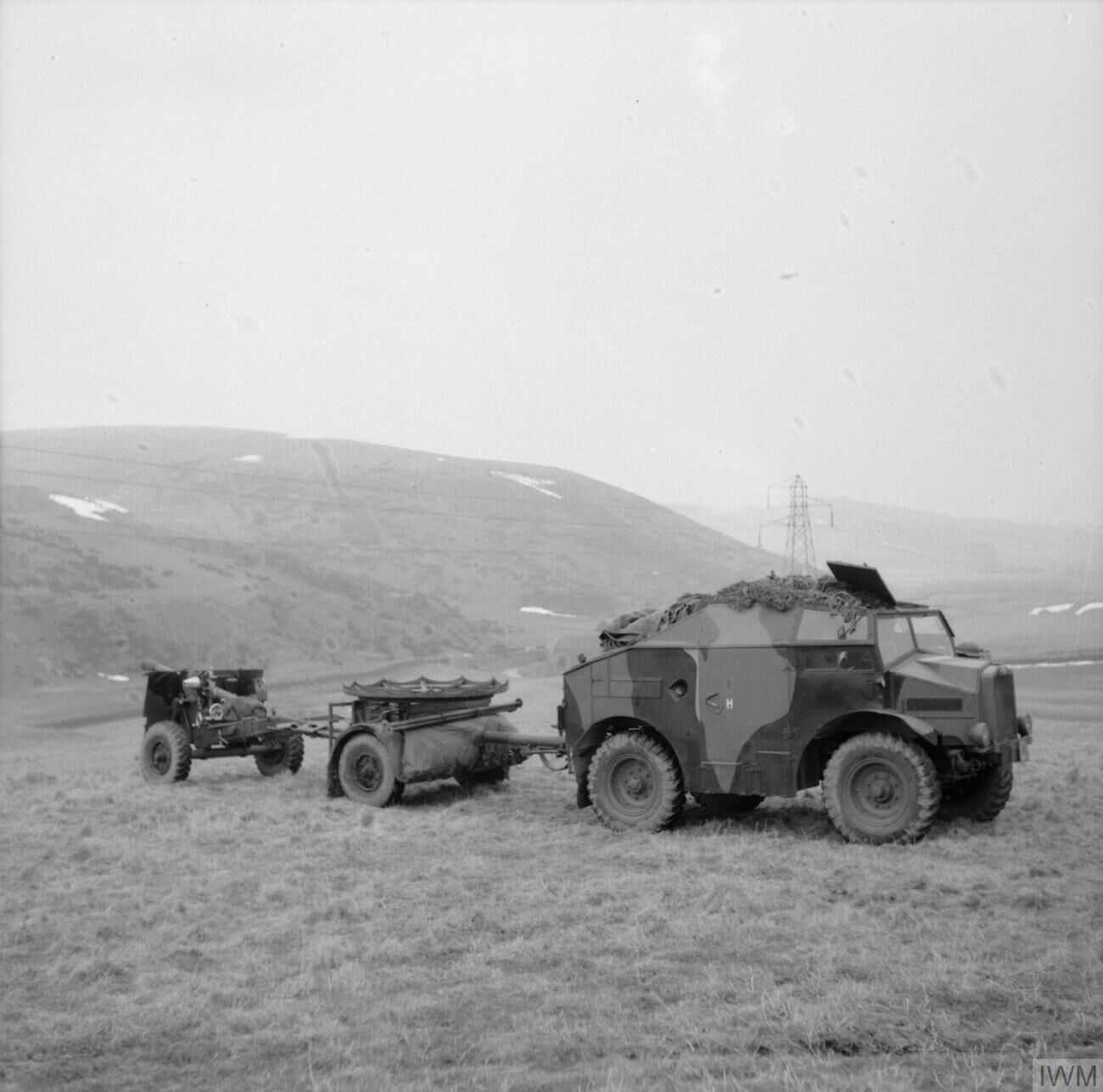
25-фунтова гаубиця з передком і тягачем Morris C8

Присутність британських гаубиць QF 25-pounder означала підготовку до атаки. Тягачами для них виступали вантажівки Morris C8, візуальний обрис яких був надзвичайно впізнаваним і завжди позначав присутність гармат, тож як гармати, так і тягачі необхідно було маскувати. Для цього і ті, і інші представляли у вигляді звичайних вантажівок: C8 отримував тент, що подовжував його силует, а гармати розміщувались так, що передок видавався за капот машини, а сама гармата ховалась під тентом. При цьому осі гармати та передка органічно представляли осі вантажівки. Ці макети отримали назву «канібали» (англ. Cannibal), оскільки тент нібито «з'їдав» техніку під ним.

### Інша техніка

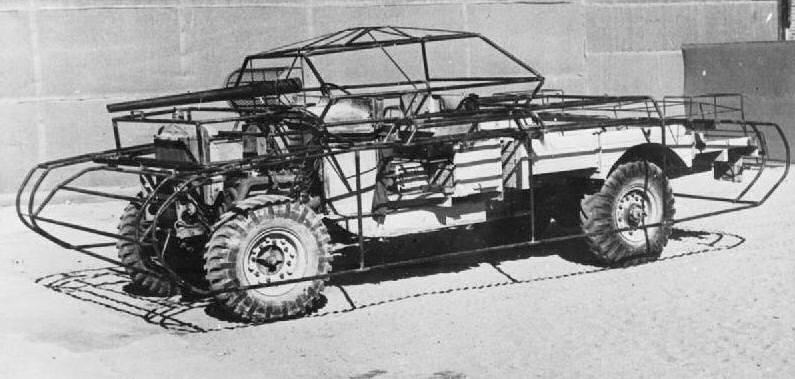
Каркас макету танка

Окрім «козирків» і «канібалів» було ще багато різноманітних видів макетів:
- макети складів, що були присутні на південному напрямку та імітували близько тисячі тонн різних припасів;
- макети логістичних пунктів з макетами людей і будівель, бутафорський водогін довжиною в кілька десятків кілометрів, що тягнувся на південь;
- вантажівки та автомобілі з каркасними або фанерними макетами танків;
- знищена та пошкоджена в боях техніка після незначних косметичних модифікацій ставала чудовими макетами;
- грубі дерев'яні гармати;
- маскування боєприпасів, провіанту та пального під звичайні вантажівки;
- несправжні міни тощо.